# Остров фантазий
«Остров фантазий» (англ. Fantasy Island) — американский фэнтезийный драматический телесериал, созданный Джином Левиттом. Он транслировался на телеканале ABC с 1977 по 1984 год. В сериале снялись Рикардо Монтальбан в роли таинственного мистера Рорка и Эрве Вильшез в роли его помощника Тату. Сериал повествует об острове, гостям которого за определённую плату предоставляются так называемые «фантазии».
Односезонное возрождение сериала вышло в эфир 14 лет спустя, в 1998 году, в то время как фильм-приквел в жанре ужасов был выпущен 14 февраля 2020 года. В том же году было объявлено, что на Fox идёт работа над перезапуском сериала, премьера которого состоялась 10 августа 2021 года.

## Список серий
| Сезон      | Серии | Серии | Даты показа         | Даты показа       | Ранг | Рейтинг |
| Сезон      | Серии | Серии | Первая серия        | Последняя серия   | Ранг | Рейтинг |
| ---------- | ----- | ----- | ------------------- | ----------------- | ---- | ------- |
| Телефильмы | 2     | 2     | 14 января 1977 г.   | 20 января 1978 г. | н/д  | н/д     |
| 1          | 14    | 14    | 28 января 1978 г.   | 20 мая 1978 г.    | 17   | 21,4    |
| 2          | 25    | 25    | 19 сентября 1978 г. | 13 мая 1979 г.    | 22   | 20,8    |
| 3          | 23    | 23    | 17 сентября 1979 г. | 17 мая 1980 г.    | 28   | 20,1    |
| 4          | 24    | 24    | 25 октября 1980 г.  | 23 мая 1981 г.    | 17   | 20,7    |
| 5          | 22    | 22    | 10 октября 1981 г.  | 8 мая 1982 г.     | 30   | 18,3    |
| 6          | 22    | 22    | 16 октября 1982 г.  | 14 мая 1983 г.    | 37   | н/д     |
| 7          | 22    | 22    | 8 октября 1983 г.   | 19 мая 1984 г.    | 49   | 15,3    |

1. ↑  Наравне с сериалом «Барни Миллер»
2. ↑  Наравне с сериалами Trapper John, M.D. и Diff'rent Strokes

## Производство
Исполнительный продюсер Аарон Спеллинг признал, что оригинальная презентация была шуткой: они с его партнёром по производству Леонардом Голдбергом подавали идеи исполнительному директору ABC Брэндону Стоддарду. После того, как тот отклонил все их планы (по крайней мере, шесть), Спеллинг сказал: «Чего вы хотите? Остров, на который люди могут поехать, и все их сексуальные фантазии будут реализованы?» Стоддарду понравилась эта идея.
Телеканал хотел Орсона Уэллса на роль мистера Рорка, но Спеллинг отверг его, зная о его раздражительности на съёмках. Он также отверг идею сексуальной напарницы Рорка и Тату.
Шоу транслировалось по субботам в 22:00 на ABC после «Лодки любви», другого сериала, спродюсированного Аароном Спеллингом. Для работы в «Острове фантазий» приглашали многих звёзд, часто ставя их на разные роли, что было присуще сериалам той эпохи, таким как «Лодка любви» и «Она написала убийство».

### Места съёмок
Сериал был снят в основном в Бербанке, штат Калифорния, с открывающими сценами береговой линии острова Кауаи, Гавайи (как на побережье На Пали, так и водопад Ваилуа). Дом с колокольней, где Тату звонит в колокол, — это коттедж королевы Анны, расположенный в Дендрарии округа Лос-Анджелес и Ботаническом саду в Аркейдии. Самолёт, «прибывший» с гостями, был снят в лагуне за коттеджем королевы Анны. Иногда сцены на открытом воздухе снимались в Дендрарии.
Внутренние декорации были сняты в 26 и 17 павильонах студии Warner Bros в Бербанке, Калифорния. В какой-то момент производство сцен на открытом воздухе переместилось на ранчо Уорнера недалеко от основного участка Уорнера.

### Музыка
Музыку к сериалу написан Лоуренс Розенталь.

## Другие проекты

### Возрождение 1998 года
В 1998 году ABC возродила сериал. Роль мистера Рорка сыграл Малкольм Макдауэлл, и, в отличие от оригинала, сверхъестественный аспект его персонажа и самого Острова фантазий был подчёркнут с самого начала, наряду с дозой темного юмора. Режиссёр Барри Зонненфельд, известный своей работой над фильмами «Семейка Аддамс», был главной творческой силой в новом сериале. Ещё одно отличие заключалось в том, что новый сериал был снят на Гавайях, а не в Калифорнии. Ремейк рассказывает о фантазиях по крайней мере двух гостей Рорка с дополнительным сюжетом с участием его сотрудников — обычно Кэла и Гарри. В то время как в оригинальном сериале каждый такой мини-сюжет был написан отдельным сценаристом и имел собственное заглавие, новый сериал был изначально запланирован в виде нескольких историй с общими темой и заглавием.

### Фильм-приквел
Фильм-приквел в жанре ужасов был спродюсирован компанией Blumhouse Productions и выпущен Sony Pictures. Его снял Джефф Уодлоу по сценарию, который написал совместно с Крисом Роучем и Джиллиан Джейкобс. Фильм был выпущен 14 февраля 2020 года и получил в подавляющем большинстве негативные отзывы.

### Сериал-продолжение
Сиквел получил зелёный свет в декабре 2020 года с датой выхода в середине 2021 года на Fox. Он является прямым продолжением оригинального сериала 1977 года. Сериал стал совместным производством Sony Pictures Television и Fox Entertainment. В апреле 2021 года было объявлено, что к основному актёрскому составу сериала присоединились Киара Барнс и Джон Габриэль Родригес. В том же месяце было объявлено, что Розалин Санчес присоединилась к актёрскому составу сериала в роли Елены Рорк, потомка мистера Рорка, и премьера сериала состоялась 10 августа 2021 года.

## Синдикация
Избранные эпизоды первого, второго и третьего сезонов доступны бесплатно на Hulu. Избранные мини-эпизоды из первого, третьего, четвёртого, пятого и шестого сезонов доступны бесплатно в Sony Crackle, как и полные эпизоды из первого, второго и третьего сезонов.
Цифровая многоадресная телевизионная сеть Cozi TV объявила, что сериал будет транслироваться в сети с осени 2013 года. Эпизоды оригинального сериала транслировались по пятницам на дочерней кабельной сети Universal HD до июля 2017 года, когда сеть перешла на Olympic Channel.
В Канаде весь сериал со всеми семью сезонами доступен для потокового просмотра в приложении CTV, при этом первые пять сезонов перенесли в HD, изменив соотношение сторон картинки у первых трёх сезонов на 1,78:1.
В мае 2021 года все семь сезонов были добавлены в потоковый сервис Tubi.
В августе 2021 года сериал начал транслироваться по цифровой многоадресной телевизионной сети getTV в субботу и воскресенье вечером (4:00 утра по восточному времени).

## Выпуск на носителях
В 1988 году Star Classics выпустила пилотный эпизод сериала на VHS в США и Канаде.
В 2005 году Sony Pictures Home Entertainment выпустила первый сезон оригинального сериала на DVD в регионах 1, 2 и 4. Релиз включал в себя пилотный эпизод «Fantasy Island» 1977 года и «Return to Fantasy Island» 1978 года. Однако из-за плохих продаж больше никаких сезонов не было выпущено.
В феврале 2012 года было объявлено, что Shout! Factory приобрела права на сериал в регионе 1; впоследствии они выпустили второй сезон на DVD 8 мая 2012 года. Третий сезон был выпущен 23 октября 2012 года.
В 2013 году Mill Creek Entertainment объявила, что получила права на переиздание предыдущих сезонов «Острова фантазий» на DVD.
| Название DVD               | Количество эпизодов | Дата выхода     | Дата выхода                          | Дата выхода       |
| Название DVD               | Количество эпизодов | Регион 1        | Регион 2 (Великобритания и Ирландия) | Region 4          |
| -------------------------- | ------------------- | --------------- | ------------------------------------ | ----------------- |
| The Complete First Season  | 16                  | 15 ноября 2005  | 10 декабря 2007 г.                   | 2 декабря 2015 г. |
| The Complete Second Season | 25                  | 8 мая 2012      | TBA                                  | TBA               |
| The Complete Third Season  | 23                  | 23 октября 2012 | TBA                                  | TBA               |